# Хомйонжа (Нижньосілезьке воєводство)
Хомйонжа (пол. Chomiąża, нім. Kamöse) — село в Польщі, у гміні Мальчиці Сьредського повіту Нижньосілезького воєводства.
Населення — 461 особа (2011).
У 1975-1998 роках село належало до Вроцлавського воєводства.

## Демографія
Демографічна структура станом на 31 березня 2011 року:
|          | Загалом | Допрацездатний вік | Працездатний вік | Постпрацездатний вік |
| -------- | ------- | ------------------ | ---------------- | -------------------- |
| Чоловіки | 242     | 55                 | 173              | 14                   |
| Жінки    | 219     | 44                 | 132              | 43                   |
| Разом    | 461     | 99                 | 305              | 57                   |